# Кальдонаццо
Кальдонаццо (итал. Caldonazzo) — коммуна в Италии, располагается в провинции Тренто области Трентино-Альто-Адидже.
Население составляет 2763 человека, плотность населения составляет 132 чел./км². Занимает площадь 21 км². Почтовый индекс — 38052. Телефонный код — 0461.
Покровителем коммуны почитается святой Сикст II, папа Римский, празднование 6 августа.
Праздник города ежегодно празднуется 7 августа.